# Bakonyoszlop
Bakonyoszlop là một thị trấn thuộc hạt Veszprém, Hungary. Thị trấn này có diện tích 14,2 km², dân số năm 2010 là 515 người, mật độ 36 người/km².